# Filippo Simeoni
Filippo Simeoni (Desio, província de Monza i Brianza, 17 d'agost del 1971) va ser un ciclista italià que fou professional del 1995 al 2009. Del seu palmarès destaquen dues etapes a la Volta a Espanya i el Campionat nacional en ruta de 2008.
El 2001 Simeoni va reconèixer haver-se dopat amb EPO i altres hormones, sempre receptades i sota el control mèdic pel doctor l'italià Michele Ferrari, el mateix metge personal que el nord-americà Lance Armstrong. Filippo mai va arribar a acusar públicament a Armstrong però va sembrar el dubte sobre els triomfs del texà, que el va acusar de mentider i de traïdor. Des d'aquest moment, l'enemistat entre ambdós va ser pública i notòria. Es va escenificar durant la 18a etapa del Tour de França de 2004. L'italià va decidir buscar l'escapada bona de la jornada i Armstrong, amb el mallot groc i amb el seu sisè Tour a la butxaca, va saltar darrere d'ell per impossibilitar la seva escapada.
Anys després, Benjamín Noval, company d'Armstrong al US Postal en aquella època, va reconèixer que era una regla de l'equip arruïnar qualsevol opció de victòria de Simeoni, amb la venjança per les seves paraules com a únic pretext.

## Palmarès
- 1992
  - 1r a la Copa de la Pau
- 1993
  - 1r al Trofeu Rigoberto Lamonica
- 2000
  - 1r al Regio-Tour i vencedor d'una etapa
  - Vencedor d'una etapa a la Volta a Luxemburg
- 2001
  - Vencedor d'una etapa a la Volta a Espanya
- 2003
  - Vencedor d'una etapa a la Volta a Espanya
- 2004
  - Vencedor d'una etapa a la Volta a Àustria
- 2005
  - Vencedor d'una etapa a la Volta al llac Qinghai
- 2008
  -  Campió d'Itàlia en ruta

### Resultats al Giro d'Itàlia
- 1996. 49è de la classificació general
- 1997. Abandona
- 1999. 90è de la classificació general
- 2000. 104è de la classificació general
- 2001. Abandona

### Resultats al Tour de França
- 1998. 55è de la classificació general
- 2004. 118è de la classificació general

### Resultats a la Volta a Espanya
- 1995. 118è de la classificació general
- 1997. 69è de la classificació general
- 1999. Abandona
- 2001. 61è de la classificació general. Vencedor d'una etapa
- 2003. 118è de la classificació general. Vencedor d'una etapa